# 斎藤将也
斎藤 将也（さいとう しょうや、2003年10月22日 - ）は、日本の陸上競技選手。福井県大野市出身。城西大学経営学部在学中。

## 経歴
高校は敦賀気比高校卒業。2学年先輩の山本雷我(国士舘大学卒)、1学年先輩の田中悠登(青山学院大学卒、現・福井放送職員)、高村比呂飛(日本体育大学卒、現・トーエネック)らと共に同校の全国高校駅伝初出場に貢献した。第24回都道府県駅伝では2区区間23位、同年全国高校駅伝では4区区間42位と沈んだ。翌年の全国高校駅伝でも出走するが3区区間34位となった。2021春の高校伊那駅伝では1区を任され区間9位。同年全国高校駅伝でも1区を走り区間11位だった。
城西大学に入学後、出雲駅伝と全日本大学駅伝の出場は逃したが第99回箱根駅伝で2区を走り区間15位、2年時の出雲駅伝では1区を走り区間9位だった。全日本大学駅伝では4区区間賞の走りでチーム順位を8位から2位まで押し上げた。第100回箱根駅伝では2年連続2区を任され区間8位。黒田朝日に抜かされるも喰らいついて5位で襷を渡した。チームはこの年総合3位で大学最高順位となった。出雲駅伝で1区を走るが区間11位、全日本駅伝では2年連続の4区で区間2位だった。第101回箱根駅伝では山登りの5区を任され「山の妖精」こと山本唯翔超えも期待されたが区間記録には届かなかった。それでも区間3位で順位を1つ上げる快走を見せた。

## 戦績・記録

### 大学三大駅伝戦績
| 学年               | 出雲駅伝                     | 全日本大学駅伝              | 箱根駅伝                          |
| ------------------ | ---------------------------- | --------------------------- | --------------------------------- |
| 1年生 （2022年度） | 第34回 不出場                | 第54回 不出場               | 第99回 2区-区間15位 1時間08分46秒 |
| 2年生 （2023年度） | 第35回 1区-区間9位 23分46秒  | 第55回 4区-区間賞 34分00秒  | 第100回 2区-区間8位 1時間07分15秒 |
| 3年生 （2024年度） | 第36回 1区-区間11位 24分06秒 | 第56回 4区-区間2位 33分41秒 | 第101回 5区-区間3位 1時間10分50秒 |

## 自己ベスト
- 3000m - 7分59秒01（2023年3月25日：TOKOROZAWAゲームズSpring 2023）
- 5000m - 13分33秒39（2024年6月2日：第9回NITTAIDAI Challenge Games）
- 10000m - 27分45秒12（2024年11月23日：八王子ロングディスタンス2024）
- ハーフマラソン - 1時間03分18秒（2022年10月15日：第99回東京箱根間往復大学駅伝競走予選会）